# Каняно Аминтерно
Каня̀но Амитѐрно (на италиански: Cagnano Amiterno) е село и община в Южна Италия, провинция Акуила, регион Абруцо. Разположено е на 841 m надморска височина. Населението на общината е 1472 души (към 2010 г.).